# Krabathor
Krabathor es una banda de death metal de Uherské Hradiště, República Checa que fue fundada por Christopher en 1984. 
El nombre de la banda está inspirado en Krabat, el personaje principal del cuento de hadas alemán The Satanic Mill.
En 1988, Krabathor lanzó su primer demo de ensayo, seguido rápidamente por dos más. En 1991, se grabó un demo real que resultó en un acuerdo para dos álbumes con Monitor Productions. El primer álbum fue lanzado en 1992 como Only Our Death Is Welcome ..., seguido por Cool Mortification un año más tarde.
Un acuerdo discográfico seguido con Morbid Records y Lies fue lanzado en 1995, con el apoyo de la primera gira europea con Impaled Nazarene y No Mercy Festivals en 1996. En marzo de 1998 su CD llamado Orthodox fue lanzado y la banda viajó extensivamente a través de Europa con Cannibal Corpse y en 1999 con Malevolent Creation y Master.
En ese momento Bruno dejó la banda para formar su propia banda Hypnos, y fue sustituido por Paul Speckmann anteriormente de Master.
Después grabaron dos álbumes más. En el año 2014 la banda se reunió para un exclusivo show en el Brutal Assault Festival en Jaroměř (República Checa) en su clásico line-up Christopher-Bruno-Pegas. La banda realizará una breve gira en marzo de 2015. 

## Discografía
- Breath of Death (Demo, Agosto 1988)
- Total Destruction (Demo, Octubre 1988)
- Brutal Death (Demo, Diciembre 1988)
- Pocity detronizace (Demo, Abril 1991)
- Feelings of Dethronisation (Demo, Agosto 1991)
- Only Our Death Is Welcome... (CD, Marzo 1992)
- Cool Mortification (CD, Septiembre 1993)
- The Rise of Brutality (EP, julio 1995)
- Lies (CD, septiembre 1995)
- Mortal Memories (EP, junio 1997)
- Orthodox (CD, Marcha 1998)
- First Alben, (2CD relanzamiento de Cool Mortification y Only Our Death is Welcome, Diciembre 1999)
- Unfortunately Dead, (CD, septiembre 2000)
- Dissuade Truth (CD, Marcha 2003)
- 20 Years of Madness (2CD demo colección, febrero 2005)

## Miembros
- Petr Kryštof (aka Christopher) - guitarras, voz (1984-2006, 2013–presente)
- Bronislav Kovařík (aka Bruno) - bajo, voz (1986-1987, 1991-1998, 2013 – presente), batería (1988-1990)
- Peter Hlaváč (aka Pegas) - batería (1993-1996, 2013–presente)

### Miembros anteriores
- René Hílek (aka Hire) - guitarra (1991-1992)
- Martin Mikulec (aka Trachta) - guitarra (1990, 1993)
- Paul Speckmann - bajo, voz (1999-2005)
- Radek Kutil (aka Bája) - Guitarra (1988-1990)
- Petr Kopeček (aka Kopec) - Batería (1990-1993)
- Jiří Novák (aka Necron) - Bajo (1988-1990)
- Romano Podškubka (aka Myšák) - bajo (1984-1986, 1988)
- Luděk Havránek (aka Havran) - Batería (1984-1987, 1987-1988, 1989)
- Libor Lebánek (aka Skull) - Batería (1996-2004)

### Miembros de sesión
- M. Štědroň - Teclados en Pocity detronizace y Feelings of Dethronisation
- Petr Ackermann - Teclados en Only Our Death is Welcome... y Cool Mortification
- Tomáš Kmeť - Teclados en Lies y Orthodox
- Irena Černíčková - teclados en Unfortunately Dead